# Helmut Müller (Politiker, 1952)

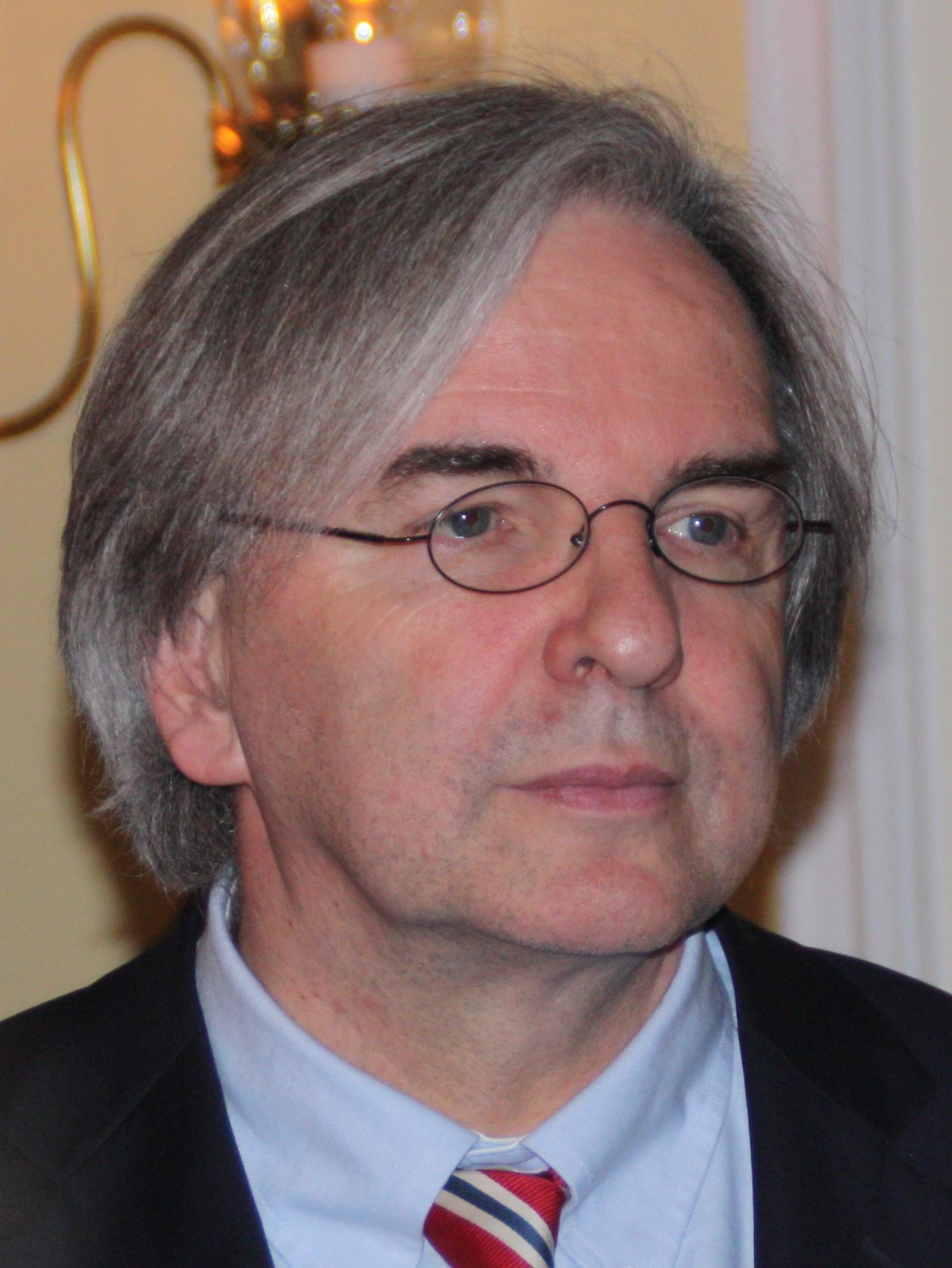
Helmut Müller auf der Pressekonferenz zur Oberbürgermeisterwahl 2013

Helmut Georg Müller (* 31. Mai 1952 in Heidelberg) ist ein deutscher Volkswirt und Politiker (CDU). Er war von Juli 2007 bis Juli 2013 Oberbürgermeister der hessischen Landeshauptstadt Wiesbaden und ist Mitglied des Präsidiums der CDU Hessen.

## Leben

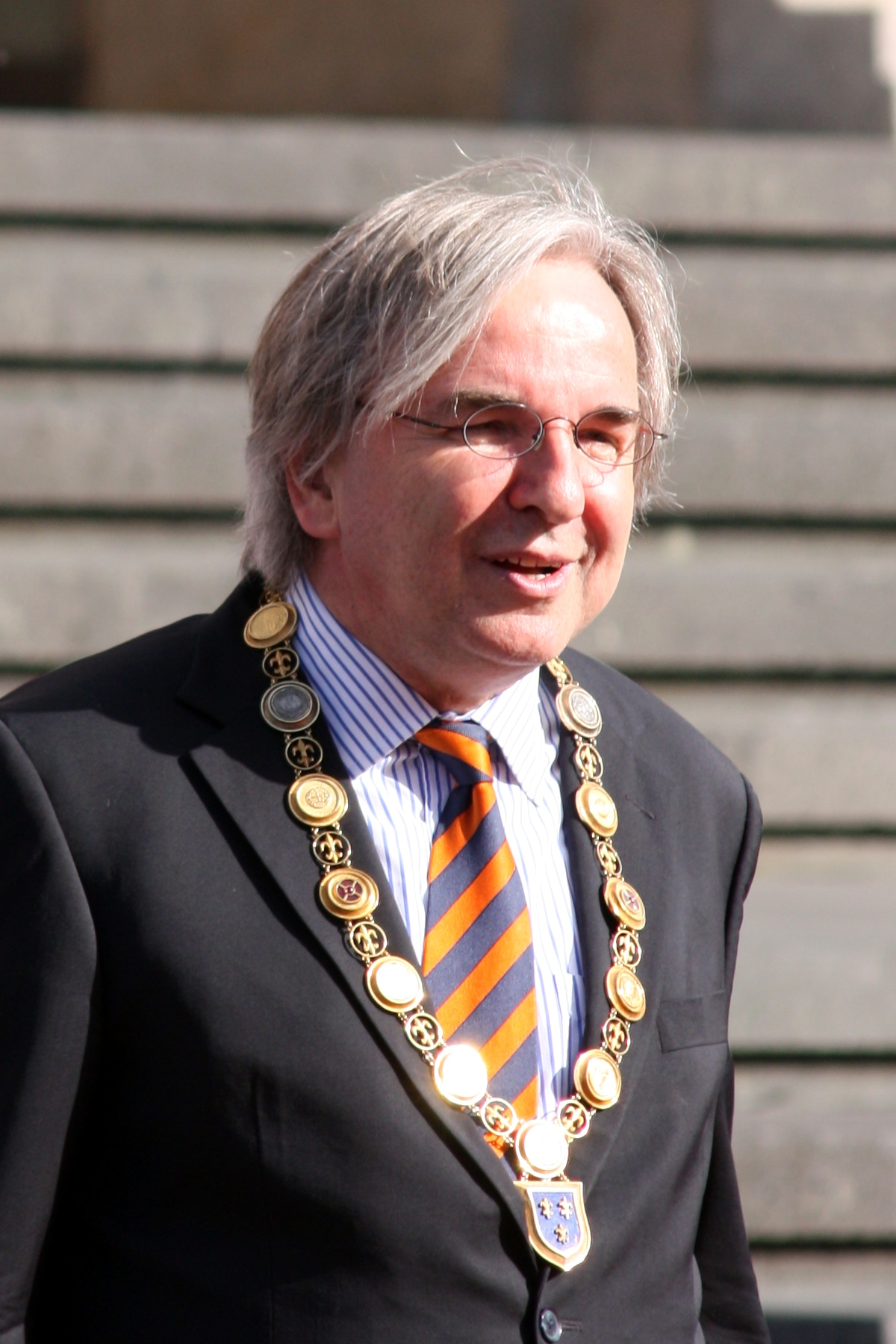
Helmut Müller beim Empfang von Willem-Alexander van Oranje-Nassau in Wiesbaden 2013

Nach dem Abitur 1972 und seinem Zivildienst nahm Müller 1974 ein Studium der Volkswirtschaftslehre auf, das er 1978 an der Ludwig-Maximilians-Universität München (LMU) mit der Diplomprüfung abschloss. Im Anschluss war er mehrere Jahre als wissenschaftlicher Assistent an den volkswirtschaftlichen Fakultäten der Universität Passau (1978/79) sowie der LMU München (1979/84) tätig und promovierte 1982 in Passau über Regionale Arbeitsmarktprobleme.
1984 ging er nach Bonn und wurde unter Helmut Kohl Berater im Bundeskanzleramt. 1986 wechselte er als persönlicher Referent von Walter Wallmann in das neu geschaffene Bundesumweltministerium und begleitete ihn auch nach dessen Wahl zum hessischen Ministerpräsidenten nach Wiesbaden, wo er vier Jahre lang als Grundsatzreferent in Wallmanns persönlichem Büro arbeitete.
1991 wurde er Leiter des Präsidialbüros von Rita Süssmuth. Ein Jahr später kehrte er nach Wiesbaden zurück und wurde zunächst wissenschaftlicher Mitarbeiter für Wirtschaftspolitik und Grundsatzfragen der CDU im Hessischen Landtag und später Leiter des Büros von Roland Koch.
2002 stieg Müller in die Kommunalpolitik ein und trat am 14. September 2002 das Amt des Stadtkämmerers von Wiesbaden an. Seit Anfang 2004 oblag ihm zusätzlich auch das Amt des Wirtschaftsdezernenten. Am 21. September 2006 wurde er zum Bürgermeister der Landeshauptstadt gewählt. Nach dem altersbedingten Rückzug von Hildebrand Diehl stellte ihn die CDU als Spitzenkandidaten für die Neuwahl des Oberbürgermeisters auf. Bei der Wahl am 11. März 2007 setzte Müller sich bereits im ersten Wahlgang mit 65,6 % der Stimmen gegen seine Mitbewerber durch, profitierte dabei aber von dem Versäumnis der SPD, ihren Kandidaten Ernst-Ewald Roth rechtzeitig angemeldet zu haben. Sein Amt trat er am 2. Juli 2007 an. Seine Kandidatur um eine zweite Amtszeit scheiterte am 10. März 2013 in der Stichwahl gegen den SPD-Kandidaten Sven Gerich mit 49,1 % zu 50,9 % der abgegebenen Stimmen. Am 1. Juli 2013 erfolgte die Amtsübergabe an seinen Nachfolger. Vom 1. August 2013 bis zum 31. Oktober 2019 war Müller Geschäftsführer des Kulturfonds Frankfurt RheinMain.
Müller ist verheiratet und hat drei Kinder.

## Kritik am Führungsverhalten
Nach der Abwahl aus dem Amt des Oberbürgermeisters von Wiesbaden wurde das dominante Führungsverhalten von Müller in der Presse kritisiert. Bereits 2012 wurde vom dortigen Magistrat der Bielefelder Soziologie-Professor Bernhard Badura beauftragt in einem Gutachten die Gründe für den hohen Krankenstand der städtischen Mitarbeiter zu ermitteln. Das Urteil des Experten war vernichtend: Die Stadtverwaltung in Wiesbaden gleicht in seinen Augen eher einem „seelenloser Apparat“ als einer „dynamischen Produktionsgemeinschaft“.
Ähnlich negativ äußerte sich Badura auch über die Führungsqualitäten des damaligen Oberbürgermeisters Müller. Sein Fazit: Überdurchschnittlich hohe Fehlzeiten vor allem im Büro des scheidenden Oberbürgermeisters Helmut Müller (CDU) sowie ein hoher Anteil von Langzeit-Erkrankungen und Burnout-Fällen in dessen Dezernat. Nach Auskunft eines Interview-Partners hätten viele dort Beschäftigte gekündigt, weil sie bereits unter Burnout litten oder das Arbeitsklima einfach nicht mehr ausgehalten hatten. Der „übermächtige Chef“ gehe seinen Weg jedoch trotzdem „ohne Rücksicht auf Verluste“ und sei im Umgang mit seinen Mitarbeitern „gnadenlos“. Nach seiner Abwahl und der Übergabe der Amtsgeschäfte an Sven Gerich stieg der Krankenstand jedoch weiter.
Vor allem die Wiesbadener Unternehmer stellten Helmut Müller hingegen überwiegend ein gutes Zeugnis aus, weil er mit schnellen und klugen Entscheidungen maßgeblich zur Stärkung der Wirtschaft beigetragen habe. Die Handwerkskammer Wiesbaden zeichnete ihn mit der goldenen Ehrennadel aus als Dank dafür, dass er sich für die Belange des Mittelstandes und des Handwerks in der Landeshauptstadt und im Kammerbezirk Wiesbaden engagiert hat.

## Mitgliedschaften
Müller stand zahlreichen städtischen Gesellschaften der Landeshauptstadt Wiesbaden vor. Er war als Oberbürgermeister Aufsichtsratsvorsitzender der ESWE Versorgungs AG. Ebenfalls war er Aufsichtsratsvorsitzender der GWW Wiesbadener Wohnbaugesellschaft mbH und der Wiesbadener Versorgungs- und Verkehrsholding GmbH. Weiterhin war er Aufsichtsratsvorsitzender der Kraftwerks-Mainz-Wiesbaden-AG. Außerdem war er stellvertretender Verbandsvorsitzender des Sparkassen- und Giroverband Hessen-Thüringen und saß dem Verwaltungsrat der Nassauischen Sparkasse Wiesbaden vor. Darüber hinaus ist er Vorstand beim Public Private Partnership in Hessen und Thüringen e. V. und des Ökoprofit-Klub e. V. Wiesbaden.

## Werke
- Regionale Arbeitsmarktprobleme: Beitrag segmentationstheoretischer Ansätze zur Diagnose und Therapie durch Arbeitsmarkt- und Sozialpolitik. Passau, Univ., Diss., 1983.
- als Herausgeber: Wunderland. Die Amerikaner in Wiesbaden, Societäts-Verlag, Frankfurt am Main 2013, ISBN 978-3-95542-055-0.